# Tyrosinämie
Als Tyrosinämie bezeichnet man eine Gruppe von seltenen, autosomal-rezessiv vererbten, genetischen Stoffwechselerkrankungen, bei denen der Stoffwechsel der Aminosäure Tyrosin gestört ist. Sie haben einen erhöhten Spiegel von Tyrosin im Blut gemeinsam. Man unterscheidet je nach dem zu Grunde liegenden Enzymdefekt drei Typen der Erkrankung, welche sich in ihrer Ausprägung und Prognose unterscheiden.

## Tyrosinämie Typ I
- siehe auch: Hauptartikel Tyrosinämie Typ I

Diese Form wird auch als hepatorenale Tyrosinämie bezeichnet, da sie im Vollbild der Erkrankung sowohl Leber, Nieren als auch Gehirn schädigt. Der Krankheit liegt eine Mutation auf Chromosom 15 zugrunde. Die Mutation sorgt für eine Defizienz des Enzyms Fumarylacetoacetase, welches im Abbaustoffwechsel den letzten Schritt zu den beiden Endprodukten Acetoacetat und Fumarat katalysiert. Stattdessen werden Succinylaceton, Succinylacetoacetat und Maleylacetoacetat gebildet, diese Fehlprodukte des Stoffwechsels führen schließlich zur Schädigung der Zellen in Leber, Niere und Gehirn. Die Mutation ist insgesamt selten und rund einer von 100.000 Neugeborenen ist von der Krankheit betroffen.
Je nach Ausprägung des Enzymdefekts unterscheidet man eine akute und eine chronische Verlaufsform. Die akute Verlaufsform manifestiert sich einige Monate nach der Geburt. Betroffene Säuglinge zeigen eine Lebervergrößerung, Ödeme und eine allgemeine Gedeihstörung. Die akute Form der Erkrankung führt unbehandelt binnen wenigen Monaten zum Tode.
Bei der chronischen Verlaufsform ist eine Restaktivität des Enzyms vorhanden, so dass der klinische Verlauf der Erkrankung milder verläuft. Die Erkrankung führt im Zuge der chronischen Leberschädigung zu einer Leberzirrhose, oft zu einem tubulären Nierenschaden und häufig zu neurologischen Ausfällen. Ein Drittel der Patienten entwickelt ein Hepatozelluläres Karzinom. Unbehandelt führt sie in der Regel bis zum 10. Lebensjahr zum Tode der Patienten.
Diagnostisch ist die Erkrankung bereits beim asymptomatischen Säugling über den Nachweis von Succinylaceton im Urin möglich. Die Plasmaspiegel von Tyrosin sind beim Typ I meist nur leicht bis mäßig erhöht.
Seit Mitte der 90er-Jahre ist Nitisinon (NTBC) als Medikament zur Behandlung der Tyrosinämie Typ 1 verfügbar. Der Wirkstoff blockiert dabei den Abbau von Tyrosin, so dass weniger toxische Abbauprodukte anfallen. Dabei wird allerdings zwangsläufig die Stoffwechsellage des Patienten soweit verändert, dass er Symptome der Tyrosinämie Typ II zeigt. Somit muss die Behandlung mit einer tyrosinarmen Diät kombiniert werden um diese Nebenwirkungen zu vermeiden. Der Blutspiegel von Tyrosin sollte dabei unter 600 μmol/l liegen. Die Prognose unter sachgemäßer Therapie wird als gut eingeschätzt.
Als letzte therapeutische Option stehen Lebertransplantation, möglicherweise kombiniert mit einer Nierentransplantation zur Verfügung.

## Tyrosinämie Typ II
Diese Form der Erkrankung wird auch als okulo-kutane Tyrosinämie bezeichnet, da sie Symptome an den Augen und der Haut hervorruft. Zu Grunde liegt ihr eine Mutation der Tyrosin-Aminotransferase, die im Zytosol der Leberzellen lokalisiert ist. Die Erkrankung ruft an den Augen Schädigungen der Hornhaut hervor, welche sich zuerst in Lichtscheu und vermehrter Tränenbildung äußern. Im Verlauf vernarbt die Hornhaut und es können bleibende Sehstörungen entstehen. An der Haut verursacht der Enzymdefekt Blasen- und Krustenbildung an den Fußsohlen und Handinnenflächen. Diese gehen schließlich in Hyperkeratosen über. Darüber hinaus weisen rund 60 % der Betroffenen neurologische Defizite auf. Dazu zählen in erster Linie Sprach- und Koordinationsstörungen. Seltener können selbstzerstörerische Tendenzen hinzutreten.
Synonyme sind: Richner-Hanhart-Syndrom; Okulokutane Tyrosinämie; Palmoplantarkeratose – Hornhautdystrophie; Tyrosinämie durch TAT-Mangel; Tyrosinämie durch Tyrosintransaminase-Mangel.
Charakteristisch für die Typ-II-Tyrosinämie ist der stark erhöhte Spiegel der Aminosäure im Blut. Er kann bis um das Zehnfache des Normalwertes erhöht sein.
Die Therapie besteht in einer Diät die möglichst wenig Tyrosin und Phenylalanin enthält. Anfangs sollte dabei auf Spezialnahrung zurückgegriffen werden, die keine dieser beiden Aminosäuren enthält. Später kann auf eine allgemein proteinarme Kost umgestellt werden. Der Plasmaspiegel von Tyrosin solle dabei unter 800 μmol/l gehalten werden. Die Prognose der Erkrankung bei strenger Diät wird als gut eingeschätzt.

## Tyrosinämie Typ III
Diese Form der Stoffwechselstörung ist sehr selten, weltweit sind bisher nur einige wenige Fälle beschrieben. Ihre Ursache ist eine Funktionsstörung der 4-Hydroxyphenylpyruvat-Dioxygenase, welche durch eine Mutation verursacht wird. Charakteristisch für die Erkrankung ist eine milde geistige Retardierung, epileptische Anfälle und eine intermittierende Ataxie.